# Медаља заслуга за народ (Република Српска)
Медаља заслуга за народ је установљена 1993. године системом одликовања Републике Српске дефинисаним Уставом Републике Српске у коме се каже: медаље су јавно државно признање Републике Српске које се додјељују лицима или колективима за једнократне изузетне заслуге и дјела, која су по својој природи непоновљива и јединствена, односно за добро обављену дужност или службу или за учествовање у одређеном догађају. Медаља заслуга за народ има једну класу и додјељује се за заслуге стечене у борби против непријатеља, за ослобађање земље те за допринос у изградњи и развитку Републике Српске. Њоме се у миру одликују појединци, установе и друге организације за допринос у развитку и напретку Републике Српске. Натпис на медаљи гласи: За крст часни и слободу златну, Република Српска.